# 比森特·埃阿特·托米
比森特·埃阿特·托米（Vicente Ehate Tomi，1968年—），赤道几内亚政治家，2012年5月21日起任赤道几内亚总理。